# Nervio espinal
Los  nervios espinales también conocidos como nervios raquídeos son aquellos que se prolongan desde la médula espinal y atraviesan los músculos vertebrales para distribuirse a las zonas del cuerpo.
Un nervio espinal es un nervio mixto, que transporta señales motoras, sensoriales y autonómicas entre la médula espinal y el cuerpo. En el cuerpo humano hay 31 pares de nervios espinales, uno a cada lado de la columna vertebral. Estos se agrupan en las correspondientes regiones cervicales, torácicas, lumbares, sacras y coxígeas de la columna. Hay ocho pares de nervios cervicales, doce pares de nervios torácicos, cinco pares de nervios lumbares, cinco pares de nervios sacros y un par de nervios coxígeos. Los nervios espinales forman parte del sistema nervioso periférico. 

## Estructura

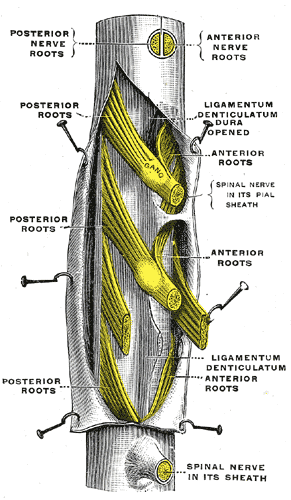
Anatomía de seis Nervios espinales spinal nerve.
Relación con la duramadre.

Anatomía

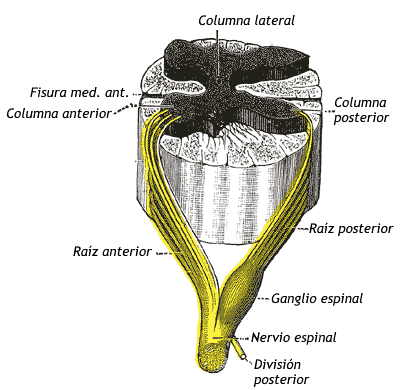
Anatomía de un nervio espinal/raquídeo.
Segmento de médula espinal; raíz anterior/ventral y raíz posterior/dorsal.

Cada nervio espinal es un nervio mixto formado por la yuxtaposición estrecha de fibras nerviosas de sus raíces dorsales y raíces ventrales, que atraviesa la duramadre.
 La raíz dorsal es la raíz sensorial aferente del nervio espinal y lleva la información sensorial al cerebro. La raíz ventral es la raíz motora eferente y lleva información motora desde el cerebro por medio de la médula hacia la periferia corporal.
 El nervio espinal emerge de la columna vertebral a través de una abertura (agujero intervertebral) entre las vértebras adyacentes. Esto es así para todos los nervios espinales excepto para el primer par de nervios espinales (C1), que emerge entre el hueso occipital y el atlas (la primera vértebra). Así pues, los nervios cervicales están numerados por la vértebra de abajo, excepto el nervio espinal C8, que existe por debajo de la vértebra C7 y por encima de la vértebra T1. Los nervios torácico, lumbares y sacros están numerados por la vértebra de arriba. En el caso de una vértebra lumbar S1 (también conocida como L6) o una vértebra L5 sacralizada, los nervios se cuentan normalmente hasta L5 y el siguiente nervio es S1. 

Esquema que muestra la estructura de un típico nervio espinal:
1. Eferentes somáticas
2. Aferentes somáticas
3,4,5. Eferentes simpáticas
6,7. Aferentes autónomas.

Fuera de la columna vertebral, el nervio se divide en ramas. La rama dorsal contiene nervios que sirven a las porciones posteriores del tronco que llevan información motora visceral, motora somática y sensorial somática hacia y desde la piel y los músculos de la espalda (músculos epaxiales). La rama ventral contiene nervios que sirven a las partes anteriores restantes del tronco y a las extremidades superiores e inferiores (músculos hipaxiales) que transportan información motora visceral, motora somática y sensorial hacia y desde la superficie ventrolateral del cuerpo, las estructuras de la pared del cuerpo y las extremidades.
 Las ramas meníngeas (nervios meníngeos o sinuvertebrales recurrentes) se ramifican desde el nervio espinal y vuelven a entrar en el foramen intervertebral para servir a los ligamentos, la duramadre, los vasos sanguíneos, los discos intervertebrales, las articulaciones facetarias y el periostio de las vértebras. Los ramus communicans contienen nervios autónomos que sirven a las funciones viscerales llevando la información visceral motora y sensorial hacia y desde los órganos viscerales.
ramas anteriores se fusionan con ramas anteriores adyacentes para formar un plexo nervioso, una red de nervios interconectados. Los nervios que emergen de un plexo contienen fibras de varios nervios espinales, que ahora son transportados juntos a algún lugar objetivo. Los plexos principales incluyen los plexos cervical, braquial, lumbar y sacro.

## Pares de nervios
Existen entre 31 a 33 pares de nervios espinales:
- 8 pares de nervios raquídeos cervicales
- 12 pares de nervios dorsales o torácicos
- 5 pares de nervios raquídeos lumbares
- 5 pares de nervios raquídeos sacros
- Desde 1 hasta 3 (variable) par de nervios raquídeos coccígeos

Tiene una raíz posterior que entra por el asta posterior y sale por el asta anterior o motora.
Los 7 primeros nervios cervicales (C1 a C7) salen del foramen vertebral ubicado sobre su respectiva vértebra cervical (es decir, C1 sale del canal vertebral entre el cráneo y la primera vértebra cervical; C2 sale sobre la segunda, y así). El nervio C8 sale de debajo de la séptima vértebra cervical, y el resto de nervios espinales (T1 a Co) salen bajo sus respectivos cuerpos vertebrales.

## Formación de los nervios espinales
En la médula espinal (que es parte del sistema nervioso central), encontramos sustancia gris, rodeada por sustancia blanca. Desde la materia gris salen dos raíces dorsales (una en la izquierda, y la otra en la derecha) y dos raíces ventrales. (Dorsal significa en la parte de atrás/posterior; Ventral significa en la parte de adelante/anterior/frontal).

## Destino de los nervios raquídeos o espinales
Después de que las raíces dorsales y raíces ventrales adosándose, se transforman en un nervio espinal, este sale de la columna vertebral, para luego bifurcarse en sus ramas primarias dorsal y ventral.
La rama dorsal del nervio espinal o posterior conduce la inervación sensorio-motora y sensitiva desde la piel y desde los músculos de la espalda.
La rama ventral del nervio espinal o anterior lleva la información motora y sensitiva para el resto del cuerpo. 
La rama ventral primaria también da lugar a las raíces de varios plexos (ej. el plexo braquial), el cual se convierte en los nervios motores y sensoriales de los miembros superiores.
Antes de formar los plexos, la rama ventral primaria se divide en dos ramas secundarias que conducen al ganglio simpático. Estos ganglios se conectan unos a los otros, formando la cadena simpática.

## Fisiología
Los nervios espinales están formados por un agrupamiento de fascículos de fibras que conducción nerviosa conducen de forma centrífuga o centrípeta la información eléctrica codificada desde un centro nervioso hacia o desde la periferia. Las fibras que los componen son las dendritas para la información sensitiva y los axones para la información motora.

El registro de la actividad eléctrica se emplea para evaluar la integridad de las vías sensoriales y motoras periféricas y centrales. La integridad se determina midiendo la latencia de los eventos eléctricos producidos por estímulos adecuados.
Los potenciales evocados (PE) son los procedimientos neurofisiológicos empleados para evaluar la integridad de las vías sensoriales y motoras. Las vías sensoriales más estudiadas son la somatosensorial (PES); la vía motora más estudiada es la corticoespinal.
 Los PE anormales indican que la vía explorada no está en condiciones para realizar su función total o parcialmente.
 El bloqueo es una reducción significativa de la amplitud del potencial de acción muscular compuesto (PAMC) o del área de la fase o pico negativo de este potencial, en un segmento del trayecto del nervio.

## Nervios regionales

### Nervios cervicales

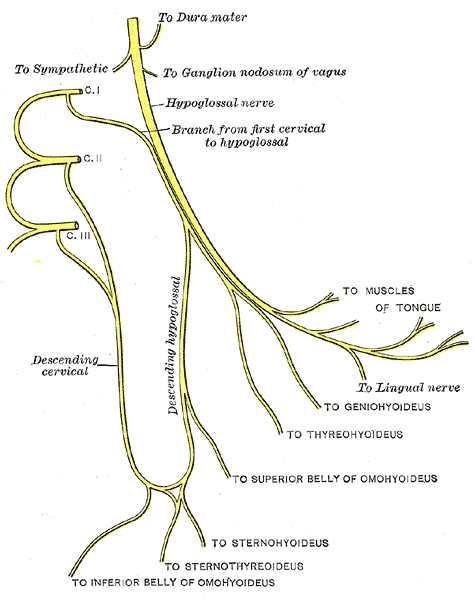
Nervios cervicales

Los nervios cervicales son los nervios espinales de las vértebras cervicales en el segmento cervical de la médula espinal. Aunque hay siete vértebras cervicales (C1-C7), hay ocho nervios cervicales C1-C8. Todos los nervios cervicales, excepto el C8, emergen por encima de sus vértebras correspondientes, mientras que el nervio C8 emerge por debajo de la vértebra C7. En otras partes de la columna vertebral, el nervio emerge debajo de la vértebra del mismo nombre.
La distribución posterior incluye el nervio suboccipital (C1), el nervio occipital mayor (C2) y el tercer nervio occipital (C3). La distribución anterior incluye el plexo cervical (C1-C4) y el plexo braquial (C5-T1).
Los nervios cervicales inervan los músculos esternohioides, esternotiroides y omohioides.
Un bucle de nervios llamado asa cervical forma parte del plexo cervical.

### Nervios torácicos
Los nervios torácicos son los doce nervios espinales que emergen de las vértebras torácicas. Cada nervio torácico T1 -T12 se origina por debajo de cada vértebra torácica correspondiente. Las ramas también salen de la columna y van directamente a los Ganglio paravertebral ganglios paravertebrales del sistema nervioso autónomo donde participan en las funciones de los órganos y glándulas de la cabeza, el cuello, el tórax y el abdomen.
- Divisiones anteriores: Los Nervio intercostal nervios intercostales provienen de los nervios torácicos T1-T11, y corren entre las costillas. En T2 y T3, otras ramas forman el nervio intercostobraquial. El nervio subcostal proviene del nervio T12, y corre por debajo de la duodécima costilla.
- Divisiones posteriores: Las ramas medias (ramus medialis) de las ramas posteriores de los seis nervios torácicos superiores corren entre el semipedales dorsal y el multífidas, al que abastecen; luego perforan los músculos Músculo romboides romboides y Músculo trapecio trapecios, y llegan a la piel por los lados de las apófisis espinosas. Esta rama sensible se llama ramus cutáneo medio.

Las ramas mediales de las seis inferiores se distribuyen principalmente al multifidus y longissimus dorsi, ocasionalmente desprenden filamentos a la piel cerca de la línea media. Esta rama sensible se llama el ramus cutáneo posterior. Los nervios espinales torácicos tienen dos ramas: ramas externas, que inervan la piel de la región torácica, y ramas internas, que inervan músculos relacionados con el tórax.

### Nervios lumbares

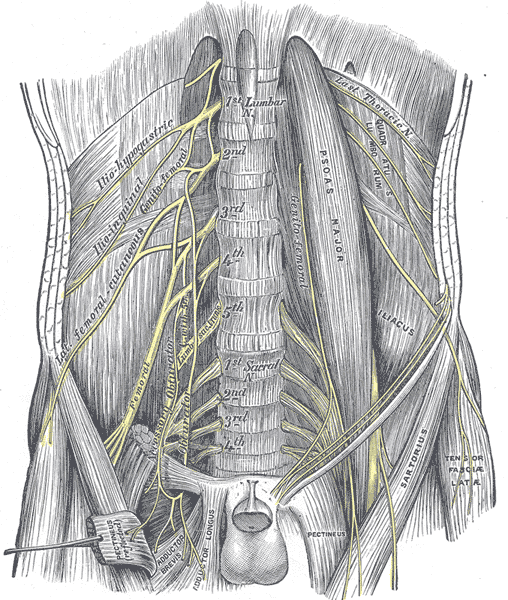
Plexo lumbar.

Los nervios lumbares son los cinco nervios espinales que emergen de las vértebras lumbares. Se dividen en divisiones posteriores y anteriores.
Divisiones posteriores: Las ramas medias de las divisiones posteriores de los nervios lumbares corren cerca de las apófisis articulares de las vértebras y terminan en el músculo multifidus.
Los laterales abastecen a los músculos erectores espinales.
Los tres superiores desprenden nervios cutáneos que perforan la aponeurosis del latissimus dorsi en el borde lateral de los músculos erectores espinales y descienden por la parte posterior de la cresta ilíaca hasta la piel del glúteo, algunas de sus ramificaciones llegan hasta el nivel del trocánter mayor. 
Divisiones anteriores: Las divisiones anteriores de los nervios lumbares (rami anteriores) aumentan de tamaño desde arriba hacia abajo. Están unidas, cerca de sus orígenes, por los ramus communicans grises de los ganglios lumbares del tronco simpático. Estos rami consisten en largas y delgadas ramas que acompañan a las arterias lumbares alrededor de los lados de los cuerpos vertebrales, debajo del psoas mayor. Su disposición es algo irregular: un ganglio puede dar rami a dos nervios lumbares, o un nervio lumbar puede recibir rami de dos ganglios.
El primero y el segundo, y a veces el tercero y el cuarto nervios lumbares están cada uno conectado con la parte lumbar del tronco simpático por un ramus communicans blanco.
Los nervios pasan oblicuamente hacia afuera detrás del psoas mayor, o entre sus fascículos, distribuyendo filamentos a éste y al quadratus lumborum.
Los tres primeros y la mayor parte del cuarto están conectados entre sí en esta situación por lazos anastomóticos, y forman el plexo lumbar.
La parte más pequeña del cuarto se une con el quinto para formar el tronco lumbosacro, que ayuda a la formación del plexo sacro. El cuarto nervio se llama nervio fúrcal, por el hecho de que se subdivide entre los dos plexos.

### Nervios sacros

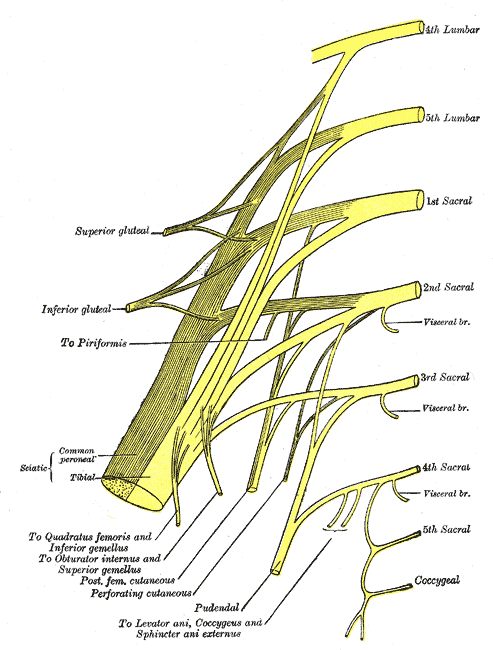
Esquema de los plexos sacro y pudendo

Los nervios sacros son los cinco pares de nervios espinales que salen del sacro en el extremo inferior de la columna vertebral. Las raíces de estos nervios comienzan dentro de la columna vertebral a nivel de la vértebra L1, donde comienza la cauda equina, y luego descienden al sacro.
Hay cinco pares de nervios sacros, la mitad de ellos surgen a través del sacro en el lado izquierdo y la otra mitad en el lado derecho. Cada nervio emerge en dos divisiones: una división a través de la foramina sacra anterior y la otra división a través de la foramina sacra posterior.
Los nervios se dividen en ramas y las ramas de los diferentes nervios se unen entre sí, algunas de ellas también se unen con las ramas de los nervios lumbares o coxígeos. Estas anastomosis de los nervios forman el plexo sacro y el plexo lumbosacro. Las ramas de estos plexos dan lugar a los nervios que suministran gran parte de la cadera, el muslo, la pierna y el pie.
Los nervios sacros tienen fibras aferentes y eferentes, por lo que son responsables de parte de la percepción sensorial y de los movimientos de las extremidades inferiores del cuerpo humano. Del S2, S3 y S4 surgen el nervio pudendo y las Fibra parasimpática|fibras parasimpáticas cuyo potencial eléctrico suministra al colon y al recto descendente, a la vejiga urinaria y a los órganos genitales. Estas vías tienen fibras aferentes y eferentes y, de esta manera, son responsables de la conducción de la información sensorial de estos órganos pélvicos al sistema nervioso central (SNC) y de los impulsos motores del SNC a la pelvis que controlan los movimientos de estos órganos pélvicos.

### Nervio coxígeo
El nervio coxígeo es el 31.eɽ par de nervios espinales. Surge del cono medular, y su raíz anterior ayuda a formar el plexo coxígeo. No se divide en una rama medial y lateral. Se distribuye a la piel sobre la parte posterior del cóccix.

## Importancia de los nervios espinales
Los músculos a los que una raíz espinal en concreto sirve son los miotomas, y los dermatomas son las áreas de inervación sensorial en la piel que están dadas por un sector único de la médula espinal. Esto es así ya que la médula espinal es más corta que el conducto vertebral, y sobre todo a nivel lumbar, las raíces nerviosas se originan a un nivel medular pero el nervio raquídeo sale por el foramen de conjunción de un nivel más bajo.
Esto es de gran importancia en el diagnóstico de trastornos neurológicos, pues la lesión de una o varias raíces nerviosas provocará signos o síntomas neurológicos (debilidad muscular, pérdida de sensibilidad) que permiten la localización de la lesión causante.

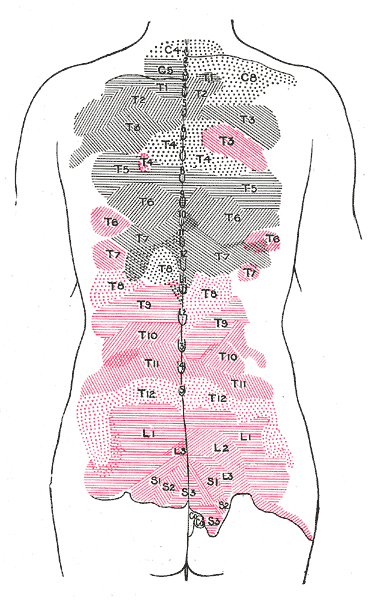
Áreas de distribución de las ramas cutáneas de las divisiones posteriores de los nervios espinales. Las áreas de las ramas mediales son de color negro, las del lateral en rojo.

| Nivel      | Función motora |
| ---------- | --- |
| C1–C6      | Flexionar el cuello |
| C1–T1      | Extender el cuello |
| C3, C4, C5 | Suministro al diafragma (principalmente C4) |
| C5, C6     | Mover el hombro, levantar el brazo (deltoides), flexionar el codo (bíceps)                                                                          |
| C6         | Rotar externamente (supinar) el brazo |
| C6, C7     | Extender el codo y la muñeca (tríceps, pronación de la muñeca                                                                                       |
| C7, C8     | Flexionar la muñeca, suministrar a los pequeños músculos de la mano                                                                                 |
| T1–T6      | Intercostales y tronco por encima de la cintura |
| T7–L1      | Los músculos abdominales |
| L1–L4      | Articulación de la cadera |
| L2, L3, L4 | Aducción del muslo, extensión de la pierna por medio de la rodilla (cuádriceps femoral)                                                             |
| L4, L5, S1 | Abducir el muslo, flexionar la pierna por la rodilla (tendones de la corva), flexión dorsal del pie (tibialis anterior), extender los dedos del pie |
| L5, S1, S2 | Extender la pierna por la cadera (gluteus maximus), flexionar el pie y flexionar los dedos del pie                                                  |